# 田の字地区

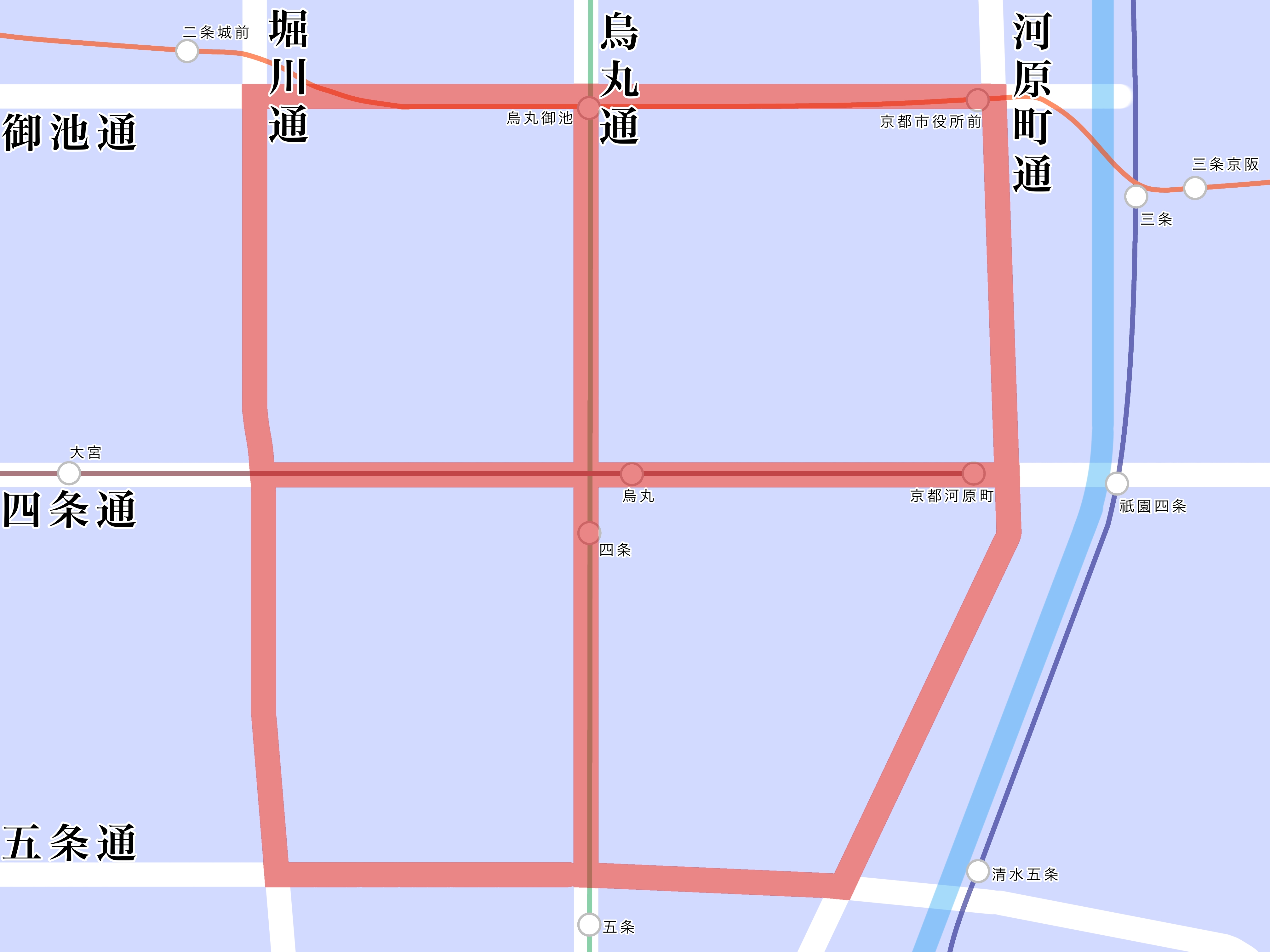
京都市の「田の字」

田の字地区（たのじちく）は、京都市の四条烏丸の交差点を中心として北端を御池通、東端を河原町通、南端を五条通、西端を堀川通に囲まれ、烏丸・河原町といった商業地区や観光地を擁するおよそ2平方キロメートルの地区を示す俗称。中京区と下京区にまたがり、概ね京都の中心市街地にあたる。

## 概要
四条烏丸は古くから京都の商業、ビジネスの中心地として栄えてきた。また、四条烏丸の東側に位置する四条河原町は市内随一の繁華街であり、百貨店や飲食店などが立ち並ぶ。烏丸通は平安京開設当時の烏丸小路にあたり、京都のメインストリートとして現在に至る。
今日「田の字地区」と呼ばれるエリアは平安時代には公家の邸宅が立ち並び、現代でも老舗の多い歴史あるエリアである。それでいてレストランやブランドショップ、百貨店などもひしめき、実勢価格は公示地価の3-4倍と東京に比しても地価は極めて高い。高級マンションが多い地区としても知られ、資産価値が落ちにくいことから投資先としても注目されている。京都市では景観保護のための厳しい規制から高層建築物が認められないが、「田の字」を作る幹線道路沿いでは31m（10階建て前後）の建設が認められる。2010年代には田の字地区を中心にバブル的な投資の賑わいが見られた。2020年前後においては京都駅に近く京都市立芸術大学が2023年に移転した崇仁地区、また下鴨神社周辺の下鴨地区にも田の字地区に匹敵する注目が集まっている。